# إيدي باركر
إيدي باركر (بالإنجليزية: Edie Parker)‏ هي كاتبة سير ذاتية أمريكية، ولدت في 1922 في ديترويت في الولايات المتحدة، وتوفيت في 1993.